# Luboš Fišer
Pour les articles homonymes, voir Luboš et Fišer.
Luboš Fišer, né le 30 septembre 1935 à Prague et mort le 22 juin 1999 dans la même ville, est un compositeur tchèque, connu notamment pour sa musique de chambre. 

## Biographie
Il étudie au conservatoire de Prague de 1952 à 1956 avec Emil Hlobil (en).

## Œuvres

### Orchestre
- Patnáct listů podle Dürerovy Apokalypsy, 1965 ;
- Double, 1969 ;
- Lament, pour orchestre de chambre, 1971 ;
- Labyrinth, 1977 ;
- Serenády pro Salzburg, pour orchestre de chambre, 1979 ;
- Meridián, 1980 ;
- Sonate pour orchestre, 1998.

### Concerto
- Concerto da camera, pour piano et orchestre, 1964 (pour orchestre) - 1970 (avec les vents) ;
- Concerto pour piano et orchestre, 1979 ;
- Romance pour violon et orchestre, 1980 ;
- Concerto pour deux pianos et orchestre, 1983 ;
- Concerto pour violon et orchestre, 1998.

### Musique de chambre
- Dialogue, pour trompette et orgue, 1996 ;
- Impromptu, pour clarinette et piano, 1986 ;
- Trio avec piano, 1978 ;
- Romance, pour violon et piano, 1980 ;
- Ruce, sonate pour violon et piano, 1961 ;
- Sonate pour violoncelle et piano, 1975 ;
- Sonate pour quatuor à cordes et alto solo, 1991 ;
- Sonate pour deux violoncelles et piano, 1979 ;
- In Memoriam Theresienstadt, sonate pour violon seul, 1981 ;
- Quatuor à cordes, 1983–1984 ;
- Sonate pour violoncelle et piano, 1986 ;
- Testis, pour quatuor à cordes, 1980 ;
- Variace na neznámé téma, pour quatuor à cordes, 1976 ;

### Piano
- Sny a valčíky, 1993 ;
- Sonate no 1, 1955 ;
- Sonate no 3, 1960 ;
- Sonate no 4, 1962–1964 ;
- Sonate no 5, 1974 ;
- Sonate no 6, Fras, 1978 ;
- Sonate no 7, 1987 ;
- Sonate no 8, 1996.

### Orgue
- Reliéf, 1964.

### Musique vocale
- Requiem, 1968 ;
- Vánoční koledy, pour solistes, chœur mixte et orchestre, 1969.

### Musique de film
- Un cas pour un bourreau débutant (Případ pro začínajícího kata) de Pavel Juráček , 1970.
- Valérie au pays des merveilles (Valerie a týden divu), 1970.
- Morgiana, 1972.
- Adèle n'a pas encore dîné (Adéla ještě nevečeřela), 1977.

## Discographie
- Trio avec piano - Guarneri Trio Prague : Ivan Klánský (piano), Čeněk Pavlík (violon), Marek Jerie (violoncelle) (2005, SACD Praga Digitals PRD/DSD 250 218) (OCLC 634855780) Avec Smetana
- Sonate pour piano no 8 - Martin Kasík, piano (juin 2000, Arco Diva UP 0030-2 131)[1] (OCLC 900164405) Avec Bartók et Janáček
- Sonates pour piano – Zuzana Šimurdová, piano (5-6 décembre 2016, Grand Piano GP770) (OCLC 1041853796)